# The Green Mile (Film)
The Green Mile ist eine 1999 erschienene Literaturverfilmung  von Stephen Kings gleichnamiger Romanreihe. Frank Darabont drehte den für vier Oscars nominierten Film nach seinem eigenen Drehbuch mit Tom Hanks und Michael Clarke Duncan in den Hauptrollen. Der Film startete am 10. Februar 2000 in den deutschen Kinos.

## Handlung
In einem Altersheim in Louisiana im Jahr 1998 beginnt der Pensionist Paul Edgecomb beim gemeinschaftlichen Fernsehen plötzlich zu weinen, als Fred Astaire im Film Ich tanz’ mich in dein Herz hinein das Lied Cheek to Cheek singt. Seiner teilnahmsvollen Wohngenossin und Freundin Elaine erzählt Paul, warum ihn dieser Film so berührt. Seine Erinnerungen gehen zurück in die 1930er Jahre. Zu dieser Zeit war Paul 44 Jahre alt und der Leiter des Todestraktes im Staatsgefängnis Cold Mountain, Louisiana, welcher wegen der Farbe seines Linoleumbodens „die grüne Meile“ (the Green Mile) genannt wurde. Gemeinsam mit seinen Kollegen hatte Paul die Aufgabe, die zum Tode Verurteilten zu bewachen und ihre Hinrichtung auf dem elektrischen Stuhl zu vollziehen.
1935 wird mit John Coffey ein neuer Gefangener in den Todestrakt überstellt. Coffey ist ein rund zwei Meter großer, überaus muskulöser und mit Narben übersäter Afroamerikaner, der wegen Vergewaltigung und Mordes an zwei kleinen weißen Mädchen verurteilt worden ist. Er wirkt nicht sonderlich intelligent, spricht nur in kurzen und einfachen Sätzen und erweist sich als folgsamer, stets höflicher und überaus ängstlicher Insasse. Als der Psychopath William Wharton (genannt: „Wild Bill“) eingeliefert wird, warnt er die Wärter vor ihm. Er hat, ohne ihn zu kennen, sofort dessen Hinterhältigkeit gespürt und erkannt, dass William Wharton die Wärter zu hintergehen versucht, was dieser dann auch tut.
Grundsätzlich sind die Aufseher ihren Gefangenen gegenüber respektvoll und vermeiden unnötige Gewalt oder Schikanen. Anders Aufseher Percy Wetmore: Er liebt es, Gefangene zu quälen, ist auch bei den anderen Wärtern unbeliebt und erpresst sie mit seinen Beziehungen (seine Tante ist die Gattin des Gouverneurs von Louisiana). Percy will sich auf eine besserbezahlte Stelle in einer psychiatrischen Anstalt versetzen lassen, jedoch nicht ohne vorher einmal das Kommando bei einer Hinrichtung geführt zu haben.
Als Coffey erkennt, dass Paul wegen einer Blasenentzündung starke Schmerzen hat, bittet er ihn darum, ihm helfen zu dürfen. Paul ist überrumpelt und lässt ihn gewähren. Tatsächlich kann Coffey ihn von der Krankheit mit übernatürlichen Kräften befreien. Er saugt gewissermaßen aus den Körpern von Menschen und Tieren alles Kranke und Schlechte als „böse Energie“ heraus und lässt sie anschließend als eine Art schwarzen Insektenschwarm wieder aus seinem Mund entweichen. Als Coffey die Maus „Mister Jingles“ – ein Maskottchen des Todeskandidaten Delacroix – sogar ins Leben zurückholt, nachdem Percy sie absichtlich zertreten hat, werden auch die anderen Wärter des Todestraktes Zeugen seiner Gabe.
Bei der Exekution von Delacroix wird Percy endlich das Kommando über die Hinrichtung gewährt, dies jedoch nur, weil er versprochen hat, sich anschließend versetzen zu lassen. Percy genießt es sichtlich, den Todeskandidaten Delacroix noch zusätzlich zu quälen. Er unterlässt es absichtlich, den Schwamm, der den elektrischen Strom in den Kopf des Delinquenten übertragen soll, zu befeuchten und bereitet Delacroix dadurch einen langsamen und qualvollen Tod durch Verbrennen.
Inzwischen gesteht der Gefängnisdirektor Moores Paul gegenüber, dass seine Frau Melinda Moores an einem inoperablen Hirntumor erkrankt ist. Paul und seine Kollegen sind überzeugt, dass Coffey die einzige Hilfe für die Frau ist, und schleusen ihn aus dem Gefängnis heraus. Um dies vor Percy geheim zu halten, stecken ihn die Wärter – vorgeblich als interne Strafe für Delacroix’ grausame Hinrichtung – in eine Zwangsjacke und sperren ihn in die hauseigene Gummizelle.
Auf dem Weg zum Ausgang kommt Coffey zufällig an der Zelle des Psychopathen William Wharton vorbei. Dieser ergreift ihn, sodass beide kurz körperlichen Kontakt haben; Coffey reagiert mit Abscheu, denn er hat mit der Berührung in dessen Seele sehen können und dort nur dunkelste Abgründe gesehen. Die Wärter bringen Coffey zum Haus des Gefängnisdirektors, wo Coffey dessen Frau Melinda tatsächlich heilen kann, wobei er jedoch diesmal die böse Energie in sich zurückbehält.
Nach der erfolgreichen Rückkehr ins Gefängnis wird Percy wieder befreit. Als er an Coffeys Zelle vorbeigeht, ergreift ihn dieser durch die Gitterstäbe und überträgt die bis jetzt zurückgehaltene böse Energie auf ihn, was Percy dazu bringt, den Gefangenen Wharton zu erschießen und in Katatonie zu verfallen. Daraufhin wird er in genau jene psychiatrische Anstalt eingewiesen, in die er sich auf Druck seiner verärgerten Kollegen hat versetzen lassen wollen, jedoch nun als Patient statt als Wärter.
Coffey erklärt Paul, dass er damit „die bösen Männer bestraft“ habe. Er nimmt Pauls Hand und zeigt ihm mittels seiner telepathischen Gabe, dass der erschossene Psychopath Wharton in Wahrheit der Vergewaltiger und Mörder der beiden kleinen Mädchen ist. Coffey hatte sie damals nur gefunden und erfolglos versucht, die Mädchen wieder ins Leben zurückzuholen. Sie waren aber schon zu lange tot, als er sie fand, so dass er sie nicht wiederbeleben konnte. Der vom Sheriff und vom Vater der Mädchen angeführte Suchtrupp hatte ihn später mit den beiden Leichen im Arm verzweifelt weinend aufgefunden. Da niemand etwas über seine Gabe wusste, niemand ihn kannte und es keine anderen Verdächtigen gab, wurde er irrtümlich für den Mörder gehalten, festgenommen und verurteilt.
Paul ist zutiefst verzweifelt, als er diese Wahrheit erkennen muss. Da er sich als streng gläubiger Christ fragt, wie er vor dem Jüngsten Gericht bestehen soll, wenn er „eines von Gottes wahren Wundern“ umgebracht hat, macht er Coffey das Angebot, ihn einfach eigenmächtig freizulassen, doch dieser lehnt ab. Coffey, der offenbar stets einsam und allein unterwegs war und selbst nicht weiß, wie alt er ist oder woher er kommt, sehnt sich nach dem Tode, da er all das Leid und den Schmerz auf der Welt sowie den Umgang der Menschen miteinander nicht mehr ertragen kann. Die Wärter fühlen sich inzwischen alle schuldig und erfüllen Coffey den Wunsch, eine nächtliche „Flimmervorführung“ im Hinrichtungsraum anzuschauen, da er zeitlebens noch nie einen Film gesehen hat. Gezeigt wird der neueste Fred-Astaire-Streifen Ich tanz’ mich in dein Herz hinein mit dem berühmten Lied Cheek to Cheek. Am Tage darauf wird Coffeys Todesurteil vollstreckt. Allen Wärtern stehen die Tränen in den Augen, als Coffey stirbt. Dies ist die letzte Hinrichtung für Paul, denn er und sein Kollege Brutus Howell ersuchen unmittelbar danach um Versetzung in eine Besserungsanstalt für Jugendliche.
Paul und die von Coffey einst reanimierte Maus Mr. Jingles führen ein unnatürlich langes und gesundes Leben, was Paul auf die Heilung durch Coffey zurückführt. Er ist bereits 108 Jahre alt und Mr. Jingles über 60 Jahre, was 30-mal so lang wie die natürliche Lebensspanne einer Maus ist. Paul sieht sein langes Leben inzwischen als Strafe, aber auch als Sühne an, da er den Tod aller seiner geliebten Mitmenschen, im Film letztlich auch den seiner Altersfreundin Elaine, miterleben muss. Inzwischen sehnt sich nun auch Paul nach dem Tode, vermutet aber, dass er noch weit davon entfernt ist. In der letzten Einstellung vor dem Abspann sieht man die inzwischen uralte, geschwächte und ergraute Maus „Mr. Jingles“ in ihrer Behausung, einer mit Watte ausgepolsterten Zigarrenschachtel, liegen, während Pauls Stimme aus dem Off sich fragt: „Wenn er einer Maus ein so langes Leben schenken konnte, wie viel länger habe dann ich?“

## Besetzung und Synchronisation
Nach Forrest Gump (1994) und Apollo 13 (1995) trifft Tom Hanks in diesem Film zum dritten Mal auf seinen Schauspielkollegen Gary Sinise. Mit Barry Pepper spielte Hanks bereits in Der Soldat James Ryan (1998). Der Darsteller von John Coffey, Michael Clarke Duncan, war mit 1,96 m nicht bedeutend größer als die Darsteller Hanks (1,85 m), David Morse (1,93 m) und sogar kleiner als James Cromwell (2,01 m). Unter anderem wurden verschiedene Kamerawinkel genutzt, um die Illusion von Coffey als Riesen zu erzeugen.
| Figur                           | Darsteller            | Deutscher Sprecher       |
| ------------------------------- | --------------------- | ------------------------ |
| Paul Edgecomb                   | Tom Hanks             | Arne Elsholtz            |
| … alt                           | Dabbs Greer           | Friedrich W. Bauschulte  |
| John Coffey                     | Michael Clarke Duncan | Jürgen Kluckert          |
| Brutus „Brutal“ Howell          | David Morse           | Helmut Gauß              |
| Janice Edgecomb                 | Bonnie Hunt           | Cornelia Meinhardt       |
| Hal Moores                      | James Cromwell        | Lothar Blumhagen         |
| Eduard Delacroix                | Michael Jeter         | Joachim Tennstedt        |
| Arlen Bitterbuck                | Graham Greene         | Klaus Sonnenschein       |
| Percy Wetmore                   | Doug Hutchison        | Dietmar Wunder           |
| William „Billy the Kid“ Wharton | Sam Rockwell          | Lutz Schnell             |
| Dean Stanton                    | Barry Pepper          | Dennis Schmidt-Foß       |
| Harry Terwilliger               | Jeffrey DeMunn        | Frank-Otto Schenk        |
| Melinda Moores                  | Patricia Clarkson     | Kerstin Sanders-Dornseif |
| „Toot-Toot“                     | Harry Dean Stanton    | Friedrich G. Beckhaus    |
| Burt Hammersmith                | Gary Sinise           | Tobias Meister           |
| Klaus Detterick                 | William Sadler        | Michael Christian        |
| Cora Detterick                  | Bailey Drucker        |                          |
| Kathe Detterick                 | Evanne Drucker        |                          |
| Howie Detterick                 | Christopher Joel Ives |                          |
| Bill Dodge                      | Brent Briscoe         | Peter Reinhardt          |
| Sheriff McGee                   | Brian Libby           | Michael Telloke          |
| Elaine Connelly                 | Eve Brent             | Agi Prandhoff            |
| Hector                          |                       | Detlef Bierstedt         |
| Marjorie Detterick              |                       | Karin David              |
| Cynthia Hammersmith             |                       | Heike Schroetter         |
| Earl                            |                       | Karl-Maria Steffens      |
| Jack Van Hay                    |                       | Andreas Thieck           |

## Rezeption
The Green Mile erhielt ein gutes Presseecho, was sich auch in den Auswertungen US-amerikanischer Aggregatoren widerspiegelt. So erfasst Rotten Tomatoes überwiegend positive Besprechungen und ordnet den Film damit als „Verbrieft Frisch“ ein. Laut Metacritic fallen die Bewertungen im Mittel „Grundsätzlich Wohlwollend“ aus.
Auch das Publikum war sehr angetan. So vergaben US-Kinobesucher einen CinemaScore von A entsprechend der deutschen Schulnote 1. Außerdem setzen die Nutzer der Filmdatenbank IMDb The Green Mile auf Platz 26 ihrer Top 250 beliebtesten Filme, während Darabonts vorhergehende Stephen-King-Verfilmung Die Verurteilten dort den ersten Platz besetzt.
Die Altersfreigaben sind bei diesem Film von Land zu Land sehr verschieden. So ist er in Deutschland ab 12 Jahren, in den USA ab 17 und in Großbritannien beispielsweise erst ab 18 Jahren freigegeben.
Des Weiteren wurde der Film bei den folgenden Auszeichnungen berücksichtigt:
- Oscarverleihung 2000
  - Nominierung in der Kategorie Bester Film für Frank Darabont und David Valdes
  - Nominierung in der Kategorie Bester Nebendarsteller für Michael Clarke Duncan
  - Nominierung in der Kategorie Bestes adaptiertes Drehbuch für Frank Darabont
  - Nominierung in der Kategorie Bester Ton für Willie D. Burton, Michael Herbick, Robert J. Litt und Elliot Tyson
- Golden Globe Awards 2000
  - Nominierung in der Kategorie Bester Nebendarsteller für Michael Clarke Duncan
- Screen Actors Guild Awards 2000
  - Nominierung in der Kategorie Bester Nebendarsteller für Michael Clarke Duncan
  - Nominierung in der Kategorie Bestes Schauspielensemble
- Saturn Awards 2000
  - Auszeichnung in der Kategorie Bester Action-/Adventure-/Thriller-Film
  - Auszeichnung in der Kategorie Bester Nebendarsteller für Michael Clarke Duncan
  - Auszeichnung in der Kategorie Beste Nebendarstellerin für Patricia Clarkson
  - Nominierung in der Kategorie Beste Regie für Frank Darabont
  - Nominierung in der Kategorie Beste Musik für Thomas Newman
- Satellite Awards 1999
  - Nominierung in der Kategorie Bester Nebendarsteller – Drama für Doug Hutchison

## Anmerkung
Über die Lautsprecher im Altenheim spielt zur Beruhigung die Charmaine von Mantovani. Dieses Stück hört man auch im Sanatorium von Einer flog über das Kuckucksnest.